# جيل سيمون

## روابط إضافية
- جيل سيمون على موقع رابطة محترفي التنس (الإنجليزية)
- جيل سيمون على موقع الاتحاد الدولي لكرة المضرب (الإنجليزية)
- جيل سيمون على موقع كأس ديفيز (الإنجليزية)
- جيل سيمون على موقع بطولة ويمبلدون (الإنجليزية)
- جيل سيمون على موقع خلاصة التنس.كوم (الإنجليزية)
- جيل سيمون على موقع إي إس بي إن.كوم (الإنجليزية)
- جيل سيمون على موقع اللجنة الأولمبية الدولية (الإنجليزية)
- جيل سيمون على موقع أوليمبيديا (الإنجليزية)
- جيل سيمون على موقع اللجنة الأولمبية الفرنسية (مؤرشف) (الفرنسية)
- جيل سيمون على موقع AS.com (الإسبانية)
- Simon Recent Match Results
- Simon World Ranking History